# Made in Brazil
Made in Brazil (również mibr lub MiBR) – brazylijska drużyna e-sportowa założona w 2003 roku. Zespół ma siedzibę w Rio de Janeiro.
Made in Brazil jest członkiem G7 Teams.

## Gracze

### Counter-Strike: Global Offensive
- Raphael "exit" Lacerda (od 30 marca 2021)[3]
- Breno "brnz4n" Poletto (od 19 maja 2022)[3]
- Felipe "insani" Yuji(od 17 stycznia 2023)[3]
- Rafael "saffee" Costa (od 30 czerwca 2023)[3]
- André "drop" Abreu (od 30 czerwca 2023)[3]
- Renato "nak" Nakano (od 18 kwietnia 2024)[3]

## Byli gracze

### Counter-Strike: Global Offensive
- Gabriel „FalleN” Toledo
- Lucas ,,LUCAS1"
- Fernando „fer” Alvarenga
- Vito ,,kNgV"
- Epitácio „TACO” de Melo
- Wilton „zews” Prado

### Counter-Strike 1.6
- Guilherme „spacca” Spacca[potrzebny przypis]
- Thiago „btt” Monteiro[potrzebny przypis]
- Wellington „ton” Caruso[potrzebny przypis]
- Bruno „bit” Lima[potrzebny przypis]
- Raphael „cogu” Camargo[potrzebny przypis]

## Wyniki

### Counter-Strike
- 5. miejsce – CPL Winter, 2003[4]
- 1. miejsce – CPL Brazil, 2005[5]
- 1. miejsce – ESWC, 2006[6]
- 1. miejsce – shgOpen, 2007[7]
- 2. miejsce – GameGune, 2007[8]
- 1. miejsce – DreamHack Winter, 2007[9]
- 1. miejsce – GameGune, 2008[10]
- 1. miejsce – IEM Global Challenge American Championship, 2009[potrzebny przypis]
- 2. miejsce – IEM III Los Angeles, 2008[11]
- 3. miejsce – IEM III Montreal, 2008[12]
- 1. miejsce – IEM III American FInals, 2008[13]

### Counter-Strike: Global Offensive
- 1. miejsce – ZOTAC Cup Masters, 2018[14]
- 3/4. miejsce – FACEIT Major: London, 2018[15]
- 2. miejsce – BLAST Pro Series: Istanbul, 2018[16]
- 2. miejsce – Esports Championship Series, 2018[17]
- 3/4. miejsce – ESL Pro League, 2018[18]
- 4. miejsce – BLAST Pro Series: Lisboa, 2018[19]
- 3/4. miejsce – IEM Katowice, 2019[20]